# Стейт-Сентер (Айова)
Стейт-Сентер (англ. State Center) — місто (англ. city) в США, в окрузі Маршалл штату Айова. Населення — 1391 особа (2020).

## Географія
Стейт-Сентер розташований за координатами 42°0′54″ пн. ш. 93°9′55″ зх. д. / 42.01500° пн. ш. 93.16528° зх. д. (42.014901, -93.165259).  За даними Бюро перепису населення США в 2010 році місто мало площу 2,55 км², уся площа — суходіл.

## Демографія
Згідно з переписом 2010 року, у місті мешкало 1468 осіб у 568 домогосподарствах у складі 399 родин. Густота населення становила 576 осіб/км².  Було 630 помешкань (247/км²).
Расовий склад населення:
| - 96,7 % — білих - 0,5 % — чорних або афроамериканців - 0,3 % — азіатів - 0,1 % — корінних американців - 1,2 % — осіб інших рас |

До двох чи більше рас належало 1,2 %. Частка іспаномовних становила 3,5 % від усіх жителів.
За віковим діапазоном населення розподілялося таким чином: 28,1 % — особи молодші 18 років, 55,0 % — особи у віці 18—64 років, 16,9 % — особи у віці 65 років та старші. Медіана віку мешканця становила 39,2 року. На 100 осіб жіночої статі у місті припадало 98,9 чоловіків;  на 100 жінок у віці від 18 років та старших — 90,4 чоловіків також старших 18 років.
Середній дохід на одне домашнє господарство  становив 59 303 долари США (медіана — 52 917), а середній дохід на одну сім'ю — 71 812 долари (медіана — 69 444). Медіана доходів становила 47 386 доларів для чоловіків та 36 000 доларів для жінок. За межею бідності перебувало 9,3 % осіб, у тому числі 5,9 % дітей у віці до 18 років та 3,4 % осіб у віці 65 років та старших.
Цивільне працевлаштоване населення становило 662 особи. Основні галузі зайнятості: освіта, охорона здоров'я та соціальна допомога — 27,3 %, виробництво — 17,4 %, роздрібна торгівля — 11,8 %, транспорт — 8,0 %.